# 将棋日本シリーズ
将棋日本シリーズ（しょうぎにほんシリーズ）は、日本将棋連盟と開催地新聞社が共催、日本たばこ産業（JT）が特別協賛する将棋の大会であり、また大会中に行われる将棋の棋戦である。1980年創設。棋戦は12名の選抜上位棋士により毎年6月から11月にかけて全11局を1局ずつ、全国各地の都市において公開対局で行われる。双方の持ち時間が少ない早指しの棋戦である。棋戦優勝者は「JT杯覇者」と称され（第17回以降）、棋戦名は「JT杯」と表記されることがある。2011年度までの大会名はJT将棋日本シリーズ（ジェイティーしょうぎにっぽんシリーズ）。伝統的に準決勝は大阪と名古屋、決勝は東京で開催される。東京での開催は、2010年までは東京体育館、2011年から2016年までは東京ビッグサイト、2017年から2022年までは幕張メッセを会場とし、2023年は7年ぶりに東京ビッグサイトでの決勝開催となる。
各々の大会ではこども大会も実施される。現在では、プロの公式戦だけでなく、こども大会も含めて「日本シリーズ」と称される。2012年度よりグループ会社のテーブルマークも協賛することになったことから、「JT将棋日本シリーズ」から「将棋日本シリーズ」に、そして2つの大会が「JTプロ公式戦」「テーブルマークこども大会」とそれぞれ変更されている。

## 方式

### プロ公式戦
以下の順に従って選抜された12人の上位棋士がトーナメントで対局する。12名のうち出場順位上位4名が2回戦シードとなる。
1. 前回優勝者（第17回〈1996年度〉以降は「JT杯覇者」と呼称[2]）
2. 当年2月末日時点でのタイトル保持者（棋聖は第37期〈1980年度〉-第65期〈1994年度〉の各年度後期獲得者が選出対象）
3. 獲得賞金ランキング上位者（第27回〈2006年度〉以降 [注 1]）

持ち時間は10分で、切れたら1分単位で合計5回の「考慮時間」が与えられる。「考慮時間」を使い切ったら1手30秒未満。この他に観客向けに「次の一手」クイズを行うため、対局途中で解説者の要請により封じ手を行い休憩（10分間）が挟まれる。千日手や持将棋になった場合、考慮時間が残っていても両者共に持ち時間、考慮時間なし1手30秒未満での指し直しとなる。
2015年現在は優勝賞金500万円、準優勝賞金150万円。副賞として、トーナメントで1勝する毎に勝者にJTグループの製品1年分（2014年まではジェイティ飲料の飲料類、2015年以降はテーブルマークのレトルトライス）が贈られる。また各対局の終了後、勝利棋士が会場出口で見送りに立ち、来場者と握手をするのが恒例になっていた（2022年現在は新型コロナウイルス感染症の影響で、握手はなくお見送りのみとなっている）。なお、両対局者には和装が定められている。
2021年度から抽選によって選出された一般の来場者が振り駒を行うファンサービスが開始されている。
インターネット配信に関しては、連盟公式アプリ及びABEMA（第38回、第40回～）で行われているが、全て無料での閲覧が可能とされており、ABEMA制作の動画が後日YouTubeのJT公式アカウントにて公開される。

### こども大会
- 2001年度から創設された大会で、大会は未就学児を含む小学校3年生までの低学年の部と小学校4年生～6年生対象の高学年の部の2つに分かれている。持ち時間はなし、1手30秒未満。
- まずブロック対局を行い、ブロックを勝ち抜いた選手によるトーナメントによって、各部門2名の代表を決定する。ブロック対局で敗れた選手も予選終了後に自由対局（練習試合）を指すことができ、参加者のレベルに応じた対局、あるいはプロや奨励会員との指導対局など、将棋を思う存分楽しみ、また成長できる環境が提供されている。
- トーナメントを勝ち上がった各部門2名ずつが、プロ公式戦の前座試合として、プロと同じ対局会場・盤駒を使い、それぞれのクラスの優勝をかけて対局する。プロ同様に棋譜読み上げや記録係、大盤解説が付き、また和服（男子は紋付はかま、女子は振袖着物）が貸し出されるなど、プロの雰囲気をそのまま体験できるようになっている。

## 歴史
- 1981年（昭和56年、第1回） - 大山康晴の発案で創設（この回のみ年初頭に行われたため1980年度の開催となる）。タイトル保持者であった、中原誠名人、加藤一二三十段、大山康晴王将、米長邦雄棋聖（肩書きは大会開始時点のもの）の4人によるトーナメントだった。
- 1981年（昭和56年、第2回） - 参加棋士が8名になる。
- 1983年（昭和58年、第4回） - 参加棋士が12名になる（公開対局は2回戦以降、1回戦4局は将棋会館で実施）。
- 1987年（昭和62年、第8回） - 1回戦4局を含む全11対局を公開対局と改める。
- 2001年（平成13年、第22回） - 3都市で「こども将棋大会」を実施。
- 2002年（平成14年、第23回） - こども大会をすべての開催地（11都市）で実施する。
- 2003年（平成15年） - 協賛する日本たばこ産業が、大山康晴賞を受賞。
- 2006年（平成18年、第27回） - 優先出場資格の3番目を、順位戦ランキング上位者から、獲得賞金・対局料ランキング（前年1月 - 12月）の上位者に変更。
- 2007年（平成19年、第28回） - 優勝賞金を、従来の350万円から500万円に増額。
- 2012年（平成24年、第33回） - この年から、名称を「将棋日本シリーズ」に変更。また、JTグループのテーブルマークが協賛社になったことから大会名をそれぞれ「JTプロ公式戦」「テーブルマークこども大会」に変更。

## エピソード
生涯最期の勝利（第13回）
大山康晴は、1992年6月14日に香川県高松市民会館で行われた1回戦・小林健二との対戦に147手で勝利。これが大山にとっては公式戦通算1433勝・最期の勝利となり、1ヶ月後の7月26日に69歳で逝去した。2回戦で羽生善治との対戦予定が組まれていたが、羽生の不戦勝扱いとなった。
無冠のC級棋士が3連覇（第14回 - 第16回）
郷田真隆は、1992年、四段でタイトル（王位）獲得という究極の最低段記録を成し遂げ、翌年の第14回大会（1993年）に初出場。しかも優勝してしまう。決勝戦の前に王位を失冠し「郷田五段」となっていた。翌年の第15期は前回優勝者（第1シード）として出場し、これまた優勝。続く第16期も同様に優勝し、本棋戦史上初の3連覇を果たした。郷田は長考派として知られていたが、早指し将棋でも強いことを見せつけた。
災害などで異例の中止（第27回・32回・37回・45回）
- 2006年9月17日に福岡市で開催予定の第27回福岡大会は、台風13号の影響により大会史上初の公開対局中止・延期になった。JTプロ公式戦2回戦の対局（森内俊之名人 対 三浦弘行八段 戦）は、その3日後の同月20日に東京・将棋会館にて非公開で対局が行われたが、公開対局の代替ファンサービスとしてインターネット中継を行う措置がされた。
- 2011年6月4日に仙台市で予定されていた第32回東北大会は東日本大震災の影響で中止となり、JTプロ公式戦1回戦第1局の対局（深浦康市九段 対 佐藤康光九段戦）は、同日に東京・将棋会館で2006年9月と同様に非公開対局・インターネット中継を行う措置が行われた。
- 2016年7月9日に熊本県益城町で予定されていた第37回熊本大会は熊本地震の影響で中止となり、JTプロ公式戦1回戦第2局の対局（深浦康市九段 対 行方尚史八段戦）は公開対局中止となった過去2回と同様に、同日に東京・将棋会館で非公開対局とし、インターネット中継が行われた。なお大会後の11月には「テーブルマークこども大会」応援大会が熊本県宇土市で開催された。
- 2024年8月31日に広島サンプラザホールで予定されていた第45回広島大会は、台風10号（サンサン）の影響により、こども大会を中止とした。一方、JTプロ公式戦2回戦第2局の対局（渡辺明九段 対 豊島将之九段 戦）は、同日の同会場にて無観客での非公開対局・ABEMA生中継を行う措置が行われた。

決勝戦が同門対決（第29回）
森下卓が決勝戦で深浦康市を破って優勝したが、森下と深浦は共に花村元司の門下で同門であった。決勝戦が同門対決となった唯一の事例である。
新型インフルエンザ感染の疑いによる出場停止（第30回）
2009年9月12日に福岡市で開催予定の第30回福岡大会でのJTプロ公式戦2回戦に出場予定であった渡辺明竜王が、新型インフルエンザに罹患している可能性があるとして、欠場する旨が日本将棋連盟から発表された（9月8日）。妻の伊奈めぐみ（詰将棋作家・漫画家）が感染・発症したため、同居人＝濃厚接触者である渡辺本人が感染してい（て来場者への三次感染を誘発す）る可能性を否定できないためであった。代わって、前年の獲得賞金・対局料ランキング13位の谷川浩司が繰上げ出場となったが、谷川はそのチャンスを生かして優勝し、同棋戦の最多優勝記録を6に更新した。谷川は優勝後のインタビューで「本来、出場できる立場ではなかった」とし、優勝賞金を小学生への普及のために使ってほしい（寄付する）との旨を語った。結果的に渡辺は発症せず、さらに対局当日の時点では伊奈も全快していた。渡辺は『週刊将棋』による取材の中で「今後は棋士が安心して自己申告できるような規定の整備が急務ではないか」と、現行の対応を非難するコメントをしている。
ギネス世界記録認定（第33回）
第33回より「テーブルマークこども大会」となったこども大会では、2012年11月18日開催の東京大会（東京ビッグサイト）おいて低学年・高学年の部あわせて1574局が同時に開催されたことで、「同時に1カ所で行われた将棋の対局数ナンバーワン」として当時のギネス世界記録に認定された。
なお2018年10月14日に山形県天童市で開催されたイベントにおいて2362局が開催されたことにより、記録は破られている。
本棋戦史上初の持将棋が成立（第36回）
2015年9月5日に広島グリーンアリーナで開催された第36回JTプロ公式戦2回戦の渡辺明 対 行方尚史戦では、本棋戦史上最長手数の297手を記録した上、本棋戦史上初の持将棋となった。対局は15時25分に開始し18時10分に持将棋成立（15時47分からの封じ手休憩含む）。短い休憩時間を挟み、18時21分に指し直し局を開始し、指し直し局で先手となった渡辺が75手で勝利した。対局終了時刻が18時53分と予想外に遅くなったため、渡辺は帰りの飛行機をキャンセルせざるを得なくなり、最終便の新幹線で東京へ向かったという。
竜王戦挑戦者決定戦勝者の連続出場がストップ（第39回）
出場条件が獲得賞金ランキングに変わってから竜王戦挑戦者決定戦勝者は翌々年の将棋日本シリーズに毎回出場してきたが、第29期竜王戦挑戦者決定戦勝者の三浦弘行が第39回に出場できなかったことで連続出場が途絶えた。
こども大会からプロ公式戦へ（第39回・第40回・第42回・第45回・第46回）
王位獲得により第39回のJTプロ公式戦への出場権を得た菅井竜也は、プロ入り前にこども大会での優勝を経験しているが、「こども大会での優勝経験者がプロ公式戦に出場する」のは初の例となる。
また、第40回初出場の斎藤慎太郎と藤井聡太、第42回初出場の千田翔太、第45回初出場の伊藤匠と佐々木大地、第46回初出場の佐々木勇気もこども大会の優勝を経験している。なお、第40回の藤井はプロ公式戦史上最年少の出場も果たしている。
新型コロナウイルスの影響（第41回・第42回）
2020年の第41回は、新型コロナウイルスの影響で全地区のこども大会を中止。プロ公式戦の対局はChateau Amebaで非公開で行い、決勝まで全局をABEMAで生配信した。2021年の第42回でも岡山市で2021年6月12日に予定されていた1回戦第1局の広瀬章人八段対丸山忠久九段戦、札幌市で2021年8月28日に予定されていた1回戦第4局の羽生善治九段 対 千田翔太七段、2回戦の4局全て（新潟・熊本・静岡・香川）で同様の措置がとられた。
こども大会優勝経験者同士による初の決勝戦（第43回）
2022年の第43回は、前述の通りこども大会優勝経験者である斎藤慎太郎と藤井聡太による決勝戦が行われた。藤井が勝利し、最年少優勝（20歳4カ月）を果たした。
同一カード対局で再び千日手（第42回・第45回）
2024年9月14日に行なわれた、第45回大会熊本大会でのJTプロ公式戦2回戦第3局の▲丸山忠久九段 対 △広瀬章人九段の対局は、本棋戦3年ぶりの千日手となった（指し直し局の勝者は広瀬）。3年前の本棋戦における千日手成立は2021年6月12日に行なわれた第42回大会の1回戦第1局（非公開対局）で、2024年2回戦第3局の千日手局と同一カードの▲丸山対△広瀬戦であり、千日手局の先後も同じで、二度とも広瀬が指し直し局に勝利した。

## 歴代結果

### プロ公式戦の各期一覧
- 優勝者・準優勝者の段位、称号は決勝当時のもの。優勝者の(数字)は優勝回数。
- 出場者の称号は出場者決定時点のもの、出場者の(順位)は順位戦A級順位、表記は順不同(1-20回)[24]。
- 優勝者は次大会では「前回優勝者」（第16回まで）、「JT杯覇者」（第17回以降）として出場[2]。

| 回 | 決勝対局日      | 優勝                             | 準優勝                       | 出場者                                                  | 出場者                                                  | 出場者                                                  | 出場者                                                  | 出場者                                                  | 出場者                                                  | 出場者                                                  | 出場者                                                  | 出場者                                                  | 出場者                                                  | 出場者                                                  | 出場者                                                  | 選抜基準     |
| -- | --------------- | -------------------------------- | ---------------------------- | ------------------------------------------------------- | ------------------------------------------------------- | ------------------------------------------------------- | ------------------------------------------------------- | ------------------------------------------------------- | ------------------------------------------------------- | ------------------------------------------------------- | ------------------------------------------------------- | ------------------------------------------------------- | ------------------------------------------------------- | ------------------------------------------------------- | ------------------------------------------------------- | ------------ |
| 1  | 1981年 3月22日  | 米長邦雄 棋王                    | 加藤一二三 十段              | 中原 名人                                               | 加藤一 十段                                             | 大山 王将                                               | 米長 棋聖                                               | (出場者4名で実施)                                       | (出場者4名で実施)                                       | (出場者4名で実施)                                       | (出場者4名で実施)                                       | (出場者4名で実施)                                       | (出場者4名で実施)                                       | (出場者4名で実施)                                       | (出場者4名で実施)                                       | -            |
| 2  | 1981年 10月31日 | 中原誠 名人                      | 大山康晴 十五世名人          | 米長 前回優勝者                                         | 中原 名人                                               | 加藤一 十段                                             | 大山 王将                                               | 二上 棋聖                                               | 桐山 (A-1位)                                            | 勝浦 (A-3位)                                            | 内藤 (A-6位)                                            | (出場者8名で実施)                                       | (出場者8名で実施)                                       | (出場者8名で実施)                                       | (出場者8名で実施)                                       | 第40期順位戦 |
| 3  | 1982年 10月31日 | 大山康晴 十五世名人              | 中原誠 前名人 (前回優勝者)   | 中原 前名人 (前回優勝者)                                | 加藤一 名人                                             | 大山 王将                                               | 米長 棋王                                               | 二上 棋聖                                               | 森安秀 (A-2位)                                          | 桐山 (A-3位)                                            | 内藤 (A-6位)                                            | (出場者8名で実施)                                       | (出場者8名で実施)                                       | (出場者8名で実施)                                       | (出場者8名で実施)                                       | 第41期順位戦 |
| 回 | 決勝対局日      | 優勝 (回数)                      | 準優勝                       | 出場者（12名、左から序列上位順）                        | 出場者（12名、左から序列上位順）                        | 出場者（12名、左から序列上位順）                        | 出場者（12名、左から序列上位順）                        | 出場者（12名、左から序列上位順）                        | 出場者（12名、左から序列上位順）                        | 出場者（12名、左から序列上位順）                        | 出場者（12名、左から序列上位順）                        | 出場者（12名、左から序列上位順）                        | 出場者（12名、左から序列上位順）                        | 出場者（12名、左から序列上位順）                        | 出場者（12名、左から序列上位順）                        | 選抜基準出典 |
| 回 | 決勝対局日      | 優勝 (回数)                      | 準優勝                       | 2回戦シード                                             | 2回戦シード                                             | 2回戦シード                                             | 2回戦シード                                             | 1回戦から登場                                           | 1回戦から登場                                           | 1回戦から登場                                           | 1回戦から登場                                           | 1回戦から登場                                           | 1回戦から登場                                           | 1回戦から登場                                           | 1回戦から登場                                           | 選抜基準出典 |
| 4  | 1983年 10月23日 | 加藤一二三 前名人                | 米長邦雄 二冠                | 大山 前回優勝者                                         | 加藤一 名人                                             | 中原 十段                                               | 米長 二冠                                               | 内藤 王位                                               | 谷川 (名人挑戦)                                         | 桐山 (A-3位)                                            | 森雞 (A-7位)                                            | 森安秀 (A-8位)                                          | 青野 (A-9位)                                            | 淡路 (A-10位)                                           | 大内 (B1-1位)                                           | 第42期順位戦 |
| 5  | 1984年 11月11日 | 米長邦雄 (2) 三冠                | 谷川浩司 名人                | 加藤一 前回優勝者                                       | 谷川 名人                                               | 中原 十段                                               | 米長 三冠                                               | 高橋 王位                                               | 大山 15世                                               | 森安秀 (A-1位)                                          | 森雞 (A-4位)                                            | 桐山 (A-6位)                                            | 青野 (A-8位)                                            | 勝浦 (A-9位)                                            | 田中寅 (A-10位)                                         | 第43期順位戦 |
| 6  | 1985年 11月24日 | 森安秀光 八段                    | 谷川浩司 前名人              | 米長 前回優勝者                                         | 中原 王将                                               | 谷川 名人                                               | 加藤一 王位                                             | 桐山 棋王                                               | 大山 15世                                               | 森安秀 (A-2位)                                          | 森雞 (A-3位)                                            | 勝浦 (A-5位)                                            | 青野 (A-8位)                                            | 有吉 (A-9位)                                            | 二上 (A-10位)                                           | 第44期順位戦 |
| 7  | 1986年 11月9日  | 米長邦雄 (3) 十段                | 谷川浩司 棋王                | 森安秀 前回優勝者                                       | 中原 名人                                               | 米長 十段                                               | 高橋 王位                                               | 中村修 王将                                             | 谷川 棋王                                               | 大山 15世                                               | 加藤一 (A-3位)                                          | 森雞 (A-5位)                                            | 桐山 (A-6位)                                            | 有吉 (A-7位)                                            | 二上 (A-8位)                                            | 第45期順位戦 |
| 8  | 1987年 11月29日 | 加藤一二三 (2) 九段              | 大山康晴 十五世名人          | 米長 前回優勝者                                         | 中原 名人                                               | 福崎 十段                                               | 高橋 二冠                                               | 桐山 棋聖                                               | 中村修 王将                                             | 大山 15世                                               | 谷川 (A-2位)                                            | 森雞 (A-5位)                                            | 南 (A-6位)                                              | 加藤一 (A-7位)                                          | 有吉 (A-8位)                                            | 第46期順位戦 |
| 9  | 1988年 11月27日 | 高橋道雄 七段                    | 加藤一二三 九段 (前回優勝者) | 加藤一 前回優勝者                                       | 中原 前名人                                             | 高橋 十段                                               | 南 王将                                                 | 谷川 名人                                               | 塚田泰 王座                                             | 大山 15世                                               | 米長 (A-2位)                                            | 桐山 (A-4位)                                            | 青野 (A-6位)                                            | 内藤 (A-7位)                                            | 真部 (A-10位)                                           | 第47期順位戦 |
| 10 | 1989年 12月3日  | 谷川浩司 名人                    | 島朗 竜王                    | 高橋 前回優勝者                                         | 島 竜王                                                 | 谷川 名人                                               | 中原 二冠                                               | 南 二冠                                                 | 森雞 王位                                               | 大山 15世                                               | 米長 (A-1位)                                            | 桐山 (A-2位)                                            | 内藤 (A-3位)                                            | 青野 (A-6位)                                            | 塚田泰 (A-7位)                                          | 第48期順位戦 |
| 11 | 1990年 12月9日  | 谷川浩司 (2) 竜王 (前回優勝者)   | 中原誠 名人                  | 谷川 前回優勝者                                         | 羽生 竜王                                               | 中原 名人                                               | 米長 王将                                               | 南 棋王                                                 | 大山 15世                                               | 高橋 (A-2位)                                            | 内藤 (A-4位)                                            | 青野 (A-6位)                                            | 塚田泰 (A-7位)                                          | 有吉 (A-9位)                                            | 真部 (A-10位)                                           | 第49期順位戦 |
| 12 | 1991年 12月15日 | 羽生善治 棋王                    | 有吉道夫 九段                | 谷川 前回優勝者                                         | 中原 名人                                               | 南 王将                                                 | 屋敷 棋聖                                               | 羽生 棋王                                               | 大山 15世                                               | 米長 (A-1位)                                            | 塚田泰 (A-3位)                                          | 内藤 (A-5位)                                            | 高橋 (A-6位)                                            | 有吉 (A-8位)                                            | 小林健 (A-9位)                                          | 第50期順位戦 |
| 13 | 1992年 11月29日 | 谷川浩司 (3) 竜王                | 南芳一 九段                  | 羽生 前回優勝者                                         | 谷川 竜王                                               | 中原 名人                                               | 福崎 王座                                               | 大山 15世                                               | 高橋 (A-1位)                                            | 南 (A-3位)                                              | 有吉 (A-5位)                                            | 小林健 (A-6位)                                          | 米長 (A-7位)                                            | 塚田泰 (A-8位)                                          | 田中寅 (A-9位)                                          | 第51期順位戦 |
| 14 | 1993年 12月5日  | 郷田真隆 五段                    | 谷川浩司 王将 (前回優勝者)   | 谷川 前回優勝者                                         | 羽生 竜王                                               | 中原 前名人                                             | 郷田 王位                                               | 米長 名人                                               | 高橋 (A-2位)                                            | 南 (A-3位)                                              | 小林健 (A-5位)                                          | 田中寅 (A-6位)                                          | 有吉 (A-7位)                                            | 塚田泰 (A-8位)                                          | 加藤一 (A-10位)                                         | 第52期順位戦 |
| 15 | 1994年 12月4日  | 郷田真隆 (2) 前回優勝者          | 米長邦雄 前名人              | 郷田 前回優勝者                                         | 佐藤康 竜王                                             | 羽生 名人                                               | 米長 前名人                                             | 谷川 王将                                               | 中原 永世十段                                           | 高橋 (A-4位)                                            | 有吉 (A-5位)                                            | 塚田泰 (A-6位)                                          | 加藤一 (A-7位)                                          | 南 (A-8位)                                              | 島 (A-9位)                                              | 第53期順位戦 |
| 16 | 1995年 12月3日  | 郷田真隆 (3) 前回優勝者          | 米長邦雄 九段                | 郷田 前回優勝者                                         | 羽生 竜王名人                                           | 谷川 王将                                               | 森下 (A-1位)                                            | 中原 永世十段 (A-2位)                                   | 米長 (A-3位)                                            | 高橋 (A-5位)                                            | 加藤一 (A-6位)                                          | 島 (A-7位)                                              | 有吉 (A-8位)                                            | 森内 (A-9位)                                            | 村山聖 (A-10位)                                         | 第54期順位戦 |
| 17 | 1996年 12月15日 | 谷川浩司 (4) 竜王                | 村山聖 八段                  | 郷田 JT杯覇者                                           | 羽生 竜王名人                                           | 森内 (A-1位)                                            | 森下 (A-2位)                                            | 米長 (A-3位)                                            | 谷川 (A-4位)                                            | 島 (A-5位)                                              | 中原 永世十段 (A-6位)                                   | 加藤一 (A-7位)                                          | 村山聖 (A-6位)                                          | 佐藤康 (A-9位)                                          | 森雞 (A-10位)                                           | 第55期順位戦 |
| 18 | 1997年 11月30日 | 谷川浩司 (5) JT杯覇者 (竜王名人) | 森内俊之 八段                | 谷川 JT杯覇者                                           | 羽生 四冠                                               | 三浦 棋聖                                               | 森内 (A-2位)                                            | 森下 (A-3位)                                            | 佐藤康 (A-4位)                                          | 島 (A-5位)                                              | 中原 永世十段 (A-6位)                                   | 加藤一 (A-7位)                                          | 米長 (A-8位)                                            | 高橋 (A-9位)                                            | 井上慶 (A-10位)                                         | 第56期順位戦 |
| 19 | 1998年 11月29日 | 羽生善治 (2) 四冠                | 佐藤康光 名人                | 谷川 JT杯覇者                                           | 佐藤康 名人                                             | 羽生 四冠                                               | 屋敷 棋聖                                               | 森内 (A-3位)                                            | 森下 (A-4位)                                            | 中原 永世十段 (A-5位)                                   | 井上慶 (A-6位)                                          | 島 (A-7位)                                              | 加藤一 (A-8位)                                          | 丸山 (A-9位)                                            | 高橋 (B1-1位)                                           | 第57期順位戦 |
| 20 | 1999年 11月28日 | 丸山忠久 八段                    | 羽生善治 JT杯覇者 (四冠)     | 羽生 JT杯覇者                                           | 藤井猛 竜王                                             | 佐藤康 名人                                             | 郷田 棋聖                                               | 谷川 (A-1位)                                            | 森内 (A-2位)                                            | 丸山 (A-3位)                                            | 森下 (A-5位)                                            | 島 (A-6位)                                              | 加藤一 (A-7位)                                          | 中原 永世十段 (A-8位)                                   | 田中寅 (A-10位)                                         | 第58期順位戦 |
| 回 | 決勝 対局日     | 優勝 (回数)                      | 準優勝                       | 出場者（公表トーナメント表 左からの並び順、☆はベスト4） | 出場者（公表トーナメント表 左からの並び順、☆はベスト4） | 出場者（公表トーナメント表 左からの並び順、☆はベスト4） | 出場者（公表トーナメント表 左からの並び順、☆はベスト4） | 出場者（公表トーナメント表 左からの並び順、☆はベスト4） | 出場者（公表トーナメント表 左からの並び順、☆はベスト4） | 出場者（公表トーナメント表 左からの並び順、☆はベスト4） | 出場者（公表トーナメント表 左からの並び順、☆はベスト4） | 出場者（公表トーナメント表 左からの並び順、☆はベスト4） | 出場者（公表トーナメント表 左からの並び順、☆はベスト4） | 出場者（公表トーナメント表 左からの並び順、☆はベスト4） | 出場者（公表トーナメント表 左からの並び順、☆はベスト4） | 選抜基準出典 |
| 回 | 決勝 対局日     | 優勝 (回数)                      | 準優勝                       | 2回戦シード                                             | 2回戦シード                                             | 2回戦シード                                             | 2回戦シード                                             | 1回戦から登場                                           | 1回戦から登場                                           | 1回戦から登場                                           | 1回戦から登場                                           | 1回戦から登場                                           | 1回戦から登場                                           | 1回戦から登場                                           | 1回戦から登場                                           | 選抜基準出典 |
| 回 | 決勝 対局日     | 優勝 (回数)                      | 準優勝                       | 左                                                      | 中左                                                    | 中右                                                    | 右                                                      | 左ブロック                                              | 左ブロック                                              | 中左ブロック                                            | 中左ブロック                                            | 中右ブロック                                            | 中右ブロック                                            | 右ブロック                                              | 右ブロック                                              | 選抜基準出典 |
| 21 | 2000年 12月10日 | 森内俊之 八段                    | 谷川浩司 九段                | ☆藤井猛 竜王                                            | 丸山 JT杯覇者                                           | ☆羽生 四冠                                              | 佐藤康 名人                                             | 田中寅 (A-7位)                                          | 加藤一 (A-6位)                                          | ☆谷川 棋聖                                              | 青野 (A-9位)                                            | 先崎 (A-10位)                                           | ☆森内 (A-2位)                                           | 島 (A-8位)                                              | 森下 (A-4位)                                            | 第59期順位戦 |
| 22 | 2001年 11月18日 | 丸山忠久 (2) 名人                | 羽生善治 四冠                | 藤井猛 竜王                                             | ☆羽生 五冠                                              | ☆丸山 名人                                              | ☆森内 JT杯覇者                                          | 先崎 (A-7位)                                            | ☆佐藤康 (A-2位)                                         | 三浦 (A-10位)                                           | 島 (B1-1位)                                             | 森下 (A-6位)                                            | 青野 (A-5位)                                            | 谷川 (A-1位)                                            | 加藤一 (A-8位)                                          | 第60期順位戦 |
| 23 | 2002年 11月10日 | 藤井猛 九段                      | 丸山忠久 JT杯覇者            | ☆羽生 竜王                                              | 郷田 棋聖                                               | ☆丸山 JT杯覇者                                          | ☆佐藤康 王将                                            | 森下 (A-5位)                                            | 森内 (名人挑戦)                                         | ☆藤井猛 (A-6位)                                         | 先崎 (B1-1位)                                           | 三浦 (A-8位)                                            | 谷川 (A-3位)                                            | 青野 (A-7位)                                            | 島 (A-9位)                                              | 第61期順位戦 |
| 24 | 2003年 11月30日 | 羽生善治 (3) 名人                | 久保利明 八段                | ☆藤井猛 JT杯覇者                                        | ☆羽生 竜王                                              | 佐藤康 棋聖                                             | 森内 名人                                               | 島                                                      | 丸山 棋王                                               | 青野                                                    | 三浦                                                    | ☆久保                                                   | 郷田                                                    | 谷川 王位                                               | ☆鈴木大                                                 | 第62期順位戦 |
| 25 | 2004年 11月28日 | 佐藤康光 棋聖                    | 久保利明 八段                | ☆羽生 JT杯覇者                                          | 森内 竜王                                               | ☆佐藤康 棋聖                                            | ☆谷川 二冠                                              | 鈴木大                                                  | 深浦                                                    | 丸山                                                    | ☆久保                                                   | 三浦                                                    | 高橋                                                    | 藤井猛                                                  | 島                                                      | 第63期順位戦 |
| 26 | 2005年 12月11日 | 藤井猛 (2) 九段                  | 郷田真隆 九段                | 羽生 四冠                                               | 佐藤康 JT杯覇者                                         | 森内 名人                                               | 渡辺明 竜王                                             | ☆森下                                                   | 谷川                                                    | ☆郷田                                                   | 三浦                                                    | 久保                                                    | ☆丸山                                                   | ☆藤井猛                                                 | 鈴木大                                                  | 第64期順位戦 |
| 27 | 2006年 11月26日 | 佐藤康光 (2) 棋聖                | 郷田真隆 九段                | 羽生 三冠                                               | 渡辺明 竜王                                             | 藤井猛 JT杯覇者                                         | ☆森内 名人                                              | ☆深浦                                                   | 丸山                                                    | ☆郷田                                                   | 木村一                                                  | 山崎                                                    | ☆佐藤康 棋聖                                            | 谷川                                                    | 三浦                                                    | 獲得賞金順位 |
| 28 | 2007年 11月18日 | 森下卓 九段                      | 森内俊之 名人                | 渡辺明 竜王                                             | ☆佐藤康 JT杯覇者                                        | ☆羽生 三冠                                              | ☆森内 名人                                              | 木村一                                                  | ☆森下                                                   | 郷田                                                    | 藤井猛                                                  | 鈴木大                                                  | 深浦                                                    | 谷川                                                    | 丸山                                                    | 獲得賞金順位 |
| 29 | 2008年 11月22日 | 森下卓 (2) JT杯覇者              | 深浦康市 王位                | 渡辺明 竜王                                             | ☆羽生 二冠                                              | ☆森下 JT杯覇者                                          | ☆森内 名人                                              | 丸山                                                    | ☆深浦 王位                                              | 谷川                                                    | 阿久津                                                  | 木村一                                                  | 久保                                                    | 佐藤康 二冠                                             | 郷田                                                    | 獲得賞金順位 |
| 30 | 2009年 11月22日 | 谷川浩司 (6) 九段                | 深浦康市 王位                | 佐藤康                                                  | 羽生 名人                                               | ☆谷川                                                   | 森下 JT杯覇者                                           | 鈴木大                                                  | ☆深浦 王位                                              | 郷田                                                    | ☆行方                                                   | 木村一                                                  | 丸山                                                    | 森内                                                    | ☆久保 棋王                                              | 獲得賞金順位 |
| 31 | 2010年 11月23日 | 羽生善治 (4) 名人                | 山崎隆之 七段                | 渡辺明 竜王                                             | 谷川 JT杯覇者                                           | 深浦 王位                                               | ☆羽生 名人                                              | ☆郷田                                                   | 久保 二冠                                               | 丸山                                                    | ☆山崎                                                   | 阿久津                                                  | ☆森内                                                   | 佐藤康                                                  | 木村一                                                  | 獲得賞金順位 |
| 32 | 2011年 11月20日 | 羽生善治 (5) JT杯覇者 (二冠)     | 渡辺明 竜王                  | ☆久保 二冠                                              | ☆羽生 JT杯覇者                                          | ☆渡辺明 竜王                                            | 広瀬 王位                                               | 深浦                                                    | 佐藤康                                                  | 谷川                                                    | 三浦                                                    | 藤井猛                                                  | 丸山                                                    | 森内                                                    | ☆郷田                                                   | 獲得賞金順位 |
| 33 | 2012年 11月18日 | 久保利明 九段                    | 羽生善治 JT杯覇者 (三冠)     | 渡辺明 竜王                                             | ☆久保                                                   | 森内 名人                                               | ☆羽生 JT杯覇者                                          | 橋本崇                                                  | ☆丸山                                                   | 郷田 棋王                                               | 三浦                                                    | 広瀬                                                    | ☆佐藤康 王将                                            | 深浦                                                    | 木村一                                                  | 獲得賞金順位 |
| 34 | 2013年 11月10日 | 久保利明 (2) JT杯覇者            | 羽生善治 三冠                | ☆羽生 三冠                                              | ☆渡辺明 竜王                                            | 森内 名人                                               | ☆久保 JT杯覇者                                          | 山崎                                                    | 佐藤康                                                  | 郷田                                                    | 深浦                                                    | 三浦                                                    | ☆丸山                                                   | 藤井猛                                                  | 広瀬                                                    | 獲得賞金順位 |
| 35 | 2014年 11月16日 | 渡辺明 二冠                      | 羽生善治 名人                | ☆羽生 三冠                                              | ☆久保 JT杯覇者                                          | ☆渡辺明 二冠                                            | 森内 竜王名人                                           | 行方                                                    | 谷川                                                    | 屋敷                                                    | 三浦                                                    | 郷田                                                    | 佐藤康                                                  | ☆丸山                                                   | 中村太                                                  | 獲得賞金順位 |
| 36 | 2015年 11月15日 | 三浦弘行 九段                    | 深浦康市 九段                | 糸谷 竜王                                               | ☆渡辺明 JT杯覇者                                        | 羽生 名人                                               | 森内                                                    | ☆三浦                                                   | 丸山                                                    | 行方                                                    | 木村一                                                  | ☆豊島                                                   | 佐藤康                                                  | 郷田 王将                                               | ☆深浦                                                   | 獲得賞金順位 |
| 37 | 2016年 10月23日 | 豊島将之 七段                    | 佐藤天彦 名人                | 郷田 王将                                               | 羽生 名人                                               | 渡辺明 竜王                                             | 三浦 JT杯覇者                                           | ☆佐藤天                                                 | 糸谷                                                    | ☆深浦                                                   | 行方                                                    | ☆豊島                                                   | 広瀬                                                    | ☆佐藤康                                                 | 森内                                                    | 獲得賞金順位 |
| 38 | 2017年 11月18日 | 山崎隆之 八段                    | 豊島将之 JT杯                | ☆豊島 JT杯覇者                                          | 渡辺明 竜王                                             | 佐藤天 名人                                             | ☆羽生 三冠                                              | 糸谷                                                    | 丸山                                                    | 郷田                                                    | ☆深浦                                                   | ☆山崎                                                   | 三浦                                                    | 久保 王将                                               | 森内                                                    | 獲得賞金順位 |
| 39 | 2018年 11月18日 | 渡辺明 (2) 棋王                  | 菅井竜也 七段                | 山崎 JT杯覇者                                           | ☆羽生 竜王                                              | 佐藤天 名人                                             | ☆菅井 王位                                              | 稲葉                                                    | ☆渡辺明 棋王                                            | 松尾                                                    | 豊島 棋聖                                               | ☆丸山                                                   | 久保 王将                                               | 中村太 王座                                             | 佐藤康                                                  | 獲得賞金順位 |
| 40 | 2019年 11月17日 | 渡辺明 (3) JT杯覇者 (三冠)       | 広瀬章人 竜王                | ☆広瀬 竜王                                              | 佐藤天 名人                                             | ☆渡辺明 JT杯覇者                                        | 豊島 二冠                                               | 菅井                                                    | 久保                                                    | 高見 叡王                                               | ☆深浦                                                   | 羽生                                                    | 斎藤慎 王座                                             | ☆三浦                                                   | 藤井聡                                                  | 獲得賞金順位 |
| 41 | 2020年 11月22日 | 豊島将之 (2) 竜王                | 永瀬拓矢 王座                | ☆永瀬 二冠                                              | 木村一 王位                                             | ☆豊島 竜王名人                                          | ☆渡辺明 JT杯覇者                                        | 久保                                                    | 羽生                                                    | 佐藤天                                                  | ☆斎藤慎                                                 | 藤井聡                                                  | 菅井                                                    | 広瀬                                                    | 高見                                                    | 獲得賞金順位 |
| 42 | 2021年 11月21日 | 豊島将之 (3) JT杯                | 藤井聡太 竜王                | ☆豊島 JT杯覇者                                          | ☆渡辺明 名人                                            | ☆永瀬 王座                                              | ☆藤井聡 二冠                                            | 広瀬                                                    | 丸山                                                    | 久保                                                    | 木村一                                                  | 糸谷                                                    | 深浦                                                    | 羽生                                                    | 千田                                                    | 獲得賞金順位 |
| 43 | 2022年 11月20日 | 藤井聡太 竜王                    | 斎藤慎太郎 八段              | ☆永瀬 王座                                              | 渡辺明 名人                                             | 豊島 JT杯覇者                                           | ☆藤井聡 竜王                                            | 糸谷                                                    | 佐藤康                                                  | 木村一                                                  | ☆斎藤慎                                                 | ☆稲葉                                                   | 山崎                                                    | 羽生                                                    | 菅井                                                    | 獲得賞金順位 |
| 44 | 2023年 11月19日 | 藤井聡太 (2) JT杯覇者 (竜王名人) | 糸谷哲郎 八段                | ☆永瀬 王座                                              | ☆藤井聡 JT杯覇者                                        | ☆渡辺明 名人                                            | 豊島                                                    | 山崎                                                    | 羽生                                                    | 菅井                                                    | 斎藤慎                                                  | 稲葉                                                    | 佐藤天                                                  | 広瀬                                                    | ☆糸谷                                                   | 獲得賞金順位 |
| 45 | 2024年 11月24日 | 渡辺明 (4) 九段                  | 広瀬章人 九段                | 永瀬                                                    | ☆渡辺明                                                 | ☆広瀬                                                   | ☆藤井聡 JT杯覇者                                        | 伊藤匠                                                  | ☆稲葉                                                   | 豊島                                                    | 糸谷                                                    | 菅井                                                    | 丸山                                                    | 羽生                                                    | 佐々木大                                                | 獲得賞金順位 |

### 棋士別成績
| 棋士別成績 | 棋士別成績 | 棋士別成績  | 棋士別成績                    | 棋士別成績               | 棋士別成績 | 棋士別成績 | 棋士別成績            |
| 棋士       | 優勝 回数  | 準優勝 回数 | 優勝年度                      | 準優勝年度               | 出場記録   | 出場記録   | 出場記録              |
| 棋士       | 優勝 回数  | 準優勝 回数 | 優勝年度                      | 準優勝年度               | 通算 回数  | 最多 連続  | 継続中の 連続出場回数 |
| 0          |            |             |                               |                          |            |            |                       |
| ---------- | ---------- | ----------- | ----------------------------- | ------------------------ | ---------- | ---------- | --------------------- |
| 谷川浩司   | 6          | 5           | 1989,1990,1992,1996,1997,2009 | 1984,1985,1986,1993,2000 | 30         | 29         | -                     |
| 羽生善治   | 5          | 5           | 1991,1998,2003,2010,2011      | 1999,2001,2012,2013,2014 | 35         | 35         | 35 (1990-2024)        |
| 渡辺明     | 4          | 1           | 2014,2018,2019,2024           | 2011                     | 19         | 15         | 15 (2010-2024)        |
| 米長邦雄   | 3          | 3           | 1980,1984,1986                | 1983,1994,1995           | 18         | 18         | （故人）              |
| 郷田真隆   | 3          | 2           | 1993,1994,1995                | 2005,2006                | 20         | 13         | -                     |
| 豊島将之   | 3          | 1           | 2016,2020,2021                | 2017                     | 10         | 10         | 10 (2013-2024)        |
| 加藤一二三 | 2          | 2           | 1983,1987                     | 1980,1988                | 18         | 9          | （引退）              |
| 久保利明   | 2          | 2           | 2012,2013                     | 2003,2004                | 15         | 7          | -                     |
| 佐藤康光   | 2          | 1           | 2004,2006                     | 1998                     | 24         | 21         | -                     |
| 丸山忠久   | 2          | 1           | 1999,2001                     | 2002                     | 22         | 11         | 01 (2024)             |
| 藤井聡太   | 2          | 1           | 2022,2023                     | 2021                     | 6          | 6          | 06 (2019-2024)        |
| 森下卓     | 2          | -           | 2007,2008                     | -                        | 12         | 8          | -                     |
| 藤井猛     | 2          | -           | 2002,2005                     | -                        | 11         | 9          | -                     |
| 森内俊之   | 1          | 2           | 2000                          | 1997,2007                | 23         | 23         | -                     |
| 中原誠     | 1          | 2           | 1981                          | 1982,1990                | 20         | 20         | （引退）              |
| 大山康晴   | 1          | 2           | 1982                          | 1981,1987                | 13         | 13         | （故人）              |
| 山崎隆之   | 1          | 1           | 2017                          | 2010                     | 7          | 2          | -                     |
| 三浦弘行   | 1          | -           | 2015                          | -                        | 15         | 7          | -                     |
| 高橋道雄   | 1          | -           | 1988                          | -                        | 14         | 10         | -                     |
| 森安秀光   | 1          | -           | 1985                          | -                        | 5          | 5          | （故人）              |
| 深浦康市   | -          | 3           | -                             | 2008,2009,2015           | 14         | 8          | -                     |
| 広瀬章人   | -          | 2           | -                             | 2019,2024                | 9          | 3          | 02 (2023-2024)        |
| 島朗       | -          | 1           | -                             | 1989                     | 12         | 11         | -                     |
| 有吉道夫   | -          | 1           | -                             | 1991                     | 9          | 6          | -                     |
| 南芳一     | -          | 1           | -                             | 1992                     | 8          | 8          | -                     |
| 糸谷哲郎   | -          | 1           | -                             | 2023                     | 7          | 4          | 04 (2021-2024)        |
| 佐藤天彦   | -          | 1           | -                             | 2016                     | 6          | 5          | -                     |
| 菅井竜也   | -          | 1           | -                             | 2018                     | 6          | 3          | 03 (2022-2024)        |
| 永瀬拓矢   | -          | 1           | -                             | 2020                     | 5          | 5          | 05 (2020-2024)        |
| 斎藤慎太郎 | -          | 1           | -                             | 2022                     | 4          | 2          | -                     |
| 村山聖     | -          | 1           | -                             | 1996                     | 2          | 2          | （故人）              |
| 木村一基   | -          | -           | -                             | -                        | 10         | 5          | -                     |
| 青野照市   | -          | -           | -                             | -                        | 10         | 4          | （引退）              |
| 桐山清澄   | -          | -           | -                             | -                        | 9          | 9          | （引退）              |
| 塚田泰明   | -          | -           | -                             | -                        | 7          | 7          | -                     |
| 森雞二     | -          | -           | -                             | -                        | 7          | 5          | （引退）              |
| 内藤國雄   | -          | -           | -                             | -                        | 7          | 4          | （引退）              |
| 鈴木大介   | -          | -           | -                             | -                        | 5          | 3          | -                     |
| 田中寅彦   | -          | -           | -                             | -                        | 5          | 2          | （引退）              |
| 行方尚史   | -          | -           | -                             | -                        | 4          | 3          | -                     |
| 稲葉陽     | -          | -           | -                             | -                        | 4          | 3          | 03 (2021-2024)        |
| 二上達也   | -          | -           | -                             | -                        | 4          | 2          | （故人）              |
| 小林健二   | -          | -           | -                             | -                        | 3          | 3          | （引退）              |
| 先崎学     | -          | -           | -                             | -                        | 3          | 3          | -                     |
| 勝浦修     | -          | -           | -                             | -                        | 3          | 2          | （引退）              |
| 屋敷伸之   | -          | -           | -                             | -                        | 3          | 1          | -                     |
| 中村修     | -          | -           | -                             | -                        | 2          | 2          | -                     |
| 井上慶太   | -          | -           | -                             | -                        | 2          | 2          | -                     |
| 高見泰地   | -          | -           | -                             | -                        | 2          | 2          | -                     |
| 福崎文吾   | -          | -           | -                             | -                        | 2          | 1          | -                     |
| 真部一男   | -          | -           | -                             | -                        | 2          | 1          | （故人）              |
| 阿久津主税 | -          | -           | -                             | -                        | 2          | 1          | -                     |
| 中村太地   | -          | -           | -                             | -                        | 2          | 1          | -                     |
| 大内延介   | -          | -           | -                             | -                        | 1          | 1          | （故人）              |
| 淡路仁茂   | -          | -           | -                             | -                        | 1          | 1          | （引退）              |
| 橋本崇載   | -          | -           | -                             | -                        | 1          | 1          | （引退）              |
| 松尾歩     | -          | -           | -                             | -                        | 1          | 1          | -                     |
| 千田翔太   | -          | -           | -                             | -                        | 1          | 1          | -                     |
| 佐々木大地 | -          | -           | -                             | -                        | 1          | 1          | 01 (2024)             |
| 伊藤匠     | -          | -           | -                             | -                        | 1          | 1          | 01 (2024)             |

## 関連書籍
- 『スリル満点、スピード将棋』（日本将棋連盟）　ISBN 4-8197-0300-5
- 「JT将棋日本シリーズBOOK」（『将棋世界』2006年7月号付録）